# Darin Mastroianni
Darin Paul Mastroianni (né le 26 août 1985 à Mount Kisco, New York, États-Unis) est un joueur de champ extérieur des Ligues majeures de baseball sous contrat avec les Twins du Minnesota.

## Carrière
Darin Mastroianni est joueur à l'Université Southern Indiana lorsqu'il est drafté par les Blue Jays de Toronto au 16e tour de sélection en 2007.
Il fait ses débuts dans le baseball majeur pour Toronto le 24 août 2011, deux jours avant son 26e anniversaire. C'est le seul match qu'il dispute avec les Blue Jays cette saison-là.
Les Twins du Minnesota le réclament au ballottage le 9 février 2012. De 2012 à 2014, il dispute 114 matchs des Twins, durant lesquels il frappe pour ,220 avec 3 circuits et 22 points produits. Le 22 avril 2014, il retourne aux Blue Jays de Toronto via le ballottage. Il dispute 14 de ses 21 matchs en 2014 avec Toronto. Il joue la saison 2015 en ligues mineures avec des équipes affiliées aux Nationals de Washington et aux Phillies de Philadelphie.
Le 15 décembre 2015, Mastroianni signe un contrat des ligues mineures avec son ancien club, les Twins du Minnesota.